# مسجد فوكوكا

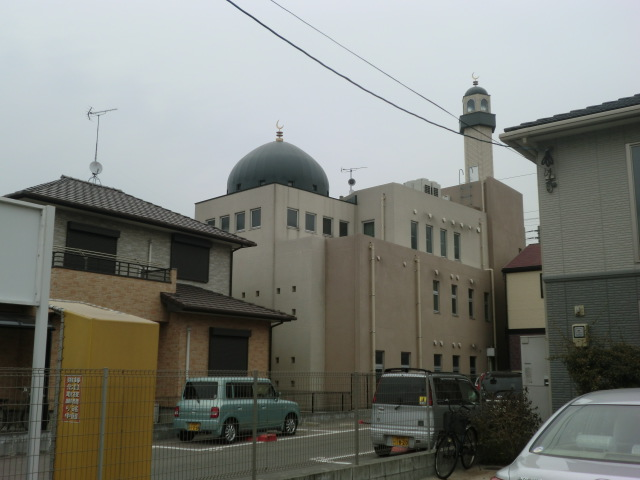
مسجد فوكوكا

مسجد فوكوكا (باليابانية:福岡モスク) ، والاسم الرسمي مسجد فوكوكا المركز الثقافي الإسلامي (باليابانية:アン　ヌール　イスラム文化センター　福岡マスジド) (بالإنجليزية:Fukuoka Masjid Al Nour Islamic Culture Center) ، أفتتح المسجد بتاريخ 12 أبريل سنة 2009م، وتستوعب عدد المصلين نحو 1000 شخص، وهي أول مسجد في مدينة فوكوكا اليابانية.

## وصلات خارجية
- Fukuoka Mosque, Japan